# Allianz Stadion
O Allianz Stadion é um novo estádio de futebol que foi construído diretamente, apenas girado para existir sobre o eixo norte-sul, no local do antigo Estádio Gerhard Hanappi, como a nova casa do SK Rapid Wien. 
A demolição do antigo estádio começou no início de outubro de 2014, depois de uma cerimônia de despedida com milhares de fãs.
Em janeiro de 2015, quase nada restou do antigo estádio, o que permitiu que a fundação trabalhasse para a nova arena.

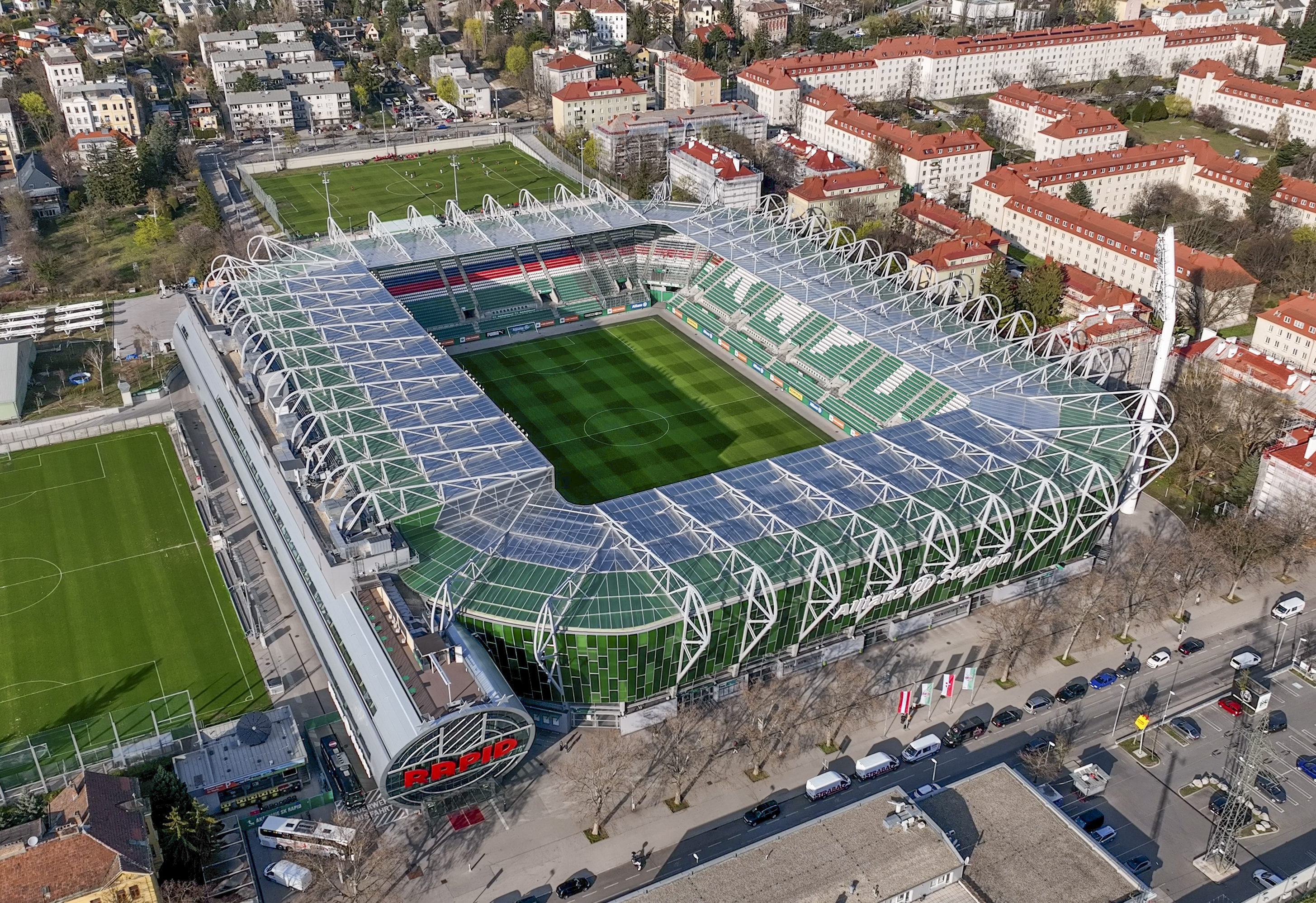
Allianz Stadium de Viena.

O estádio foi oficialmente inaugurado quando o Rapid Wien recebeu o Chelsea em um amistoso pré-temporada em 16 de julho de 2016.